# Moldova Nouă
Moldova Nouă is een stad (oraș) in het Roemeense district Caraș-Severin. De stad telt 15.112 inwoners (2002).

## Geboren in Moldova Nouă
- Ella Constantinescu-Zeller (1933-2025), tafeltennister